# Zacharie Baton
Pour les articles homonymes, voir Baton (homonymie).
Zacharie Baton est un footballeur français né le 20 septembre 1886 à Arras et mort le 21 février 1925 à Paris 9e. 
Gardien de but, il fait l'essentiel de sa carrière à l'Olympique lillois.

## Biographie
Né à Arras en 1886, Zacharie Baton commence le football quand il arrive à l'Olympique lillois en 1903. Il connaît peu de temps après sa première sélection en équipe de France. Pour un des tout premiers matchs des futurs « bleus », il est titularisé et devient le troisième gardien de but recensé de l'histoire de l'équipe de France de football, après Maurice Guichard et Georges Crozier. La France est défaite 15-0 par l'équipe amateure d'Angleterre lors de cette rencontre, disputée le 1er novembre 1906. Après ce match, Baton connaîtra trois autres sélections jusqu'en 1908.
Lors de la Première Guerre mondiale, il est blessé une première fois à Ville-au-Bois en novembre 1914. Remobilisé au sein de l'armée française d'Orient en Serbie, il est en novembre 1915 grièvement blessé par balle au combat, est amputé du bras gauche et retenu en captivité pendant près de deux ans en Bulgarie. En avril 1918, Zacharie Baton est fait chevalier de la Légion d'honneur en qualité de sous-lieutenant au 284e régiment d'infanterie.
Affaibli par ses blessures de guerre, Zacharie Baton meurt à trente-huit ans le 21 février 1925 dans le neuvième arrondissement de Paris.

## Carrière
- 1903-1908 :  Olympique lillois

## Palmarès
- Équipe de France : 4 sélections de 1906 à 1908.